# Etruščani
Etruščani (tal., lat. Etrusci, Tusci; grčki: Τυρσηνοί, Τυρρηνοί) ili Etrurci su drevni narod koji je u starom vijeku živio na dijelu Apeninskog poluotoka. 
Negdje između 900. i 800 pr. Kr. na Apeninskom poluotoku naselio se tajanstveni narod nazvan Etruščani, a prema arheolozima, oni su se ovdje naselili možda iz Male Azije, odnosno istočnog Mediterana.
Područje njihovog naseljavanja (Etrurija) nalazilo se u modernoj Toskani i dijelu Umbrije. Domorodni Latini zvali su ovaj narod Etrusci ili Tusci, dok su ih Grci zvali Tyrrhenoi (Tirenci). Sami sebe oni su pak nazivali Rasenna. Naselivši se uz Tirensko more, njihova se civilizacija raširila od rijeke Arno pa prema jugu do Tibera. Na Tiberu se nalazilo maleno latinsko selo koje će kasnije postati veliki Rim.

## Povijest

### Porijeklo
Etruščani su razmjerno tajanstven narod, najvjerojatnije su oni onaj isti narod koje poznajemo iz grčkih izvora kao Tirence, navodne skitnice koji su pošli u potragu za novom domovinom. Postoje 3 teorije o njihovom porijeklu:
- mnogi smatraju da je Herodot u pravu kada kaže da su Etruščani u Italiju migrirali iz Lidije i egejskog mora negdje u 12 stoljeću pr. Kr.
- prema nekim školama, oni su domorodni narod Italije
- po posljednjoj teoriji, Etruščani su došli sa sjevera u Italiju, prešavši Alpe (ovo je najmanje vjerojatno).

### Uspon i pad
Etruščanska kultura razvija se tijekom 8. stoljeća pr. Kr., u 7. stoljeću razvoj je u punom zamahu da bi se u 6 st. pr. Kr. našao na vrhuncu. Kako to već biva svuda u svijetu, i Etruriju pogađa sudbina drugih naroda, nakon što su došli do vrhunca razvoja, polako počinje njezin pad tijekom 5. i 4. stoljeća pr. Kr.
Etrurija nije imala središnje vlasti, prije bi se reklo da im je društveno uređenje bilo nalik irokeškom. Bila je to labava konfederacija gradova-država. Njihovi najznačajniji centri bili su Clusium (danas Chiusi), Tarquinii (danas Tarquinia), Caere (danas Cerveteri), Veii (danas Veio), Volterra, Vetulonia, Perusia (danas Perugia), i Volsinii (Orvieto).
Njihova politička dominacija dolazi 500. pr. Kr. konsolidacijom umbrijskih gradova i okupacijom velikog dijela Lacija. U to vrijeme Etruščani postaju velika pomorska sila i osnivaju kolonije na obali Korzike, Elbe, Sardinije, na Balearima, te na obali Španjolske. U kasnom 6. stoljeću pr. Kr. Etrurija i Kartaga postaju saveznici, razlog je bila trgovina. U kasnom 5. stoljeću pr. Kr. ipak dolazi do kraja pomorskoj trgovini Etruščana. 
Etruščani su zauzeli Rim negdje 616. pr. Kr., pa su čak tri od sedam rimskih kraljeva bili Etruščani, no Rimljani su ih otjerali 509. pr. Kr.
U 4. stoljeću pr. Kr. kuca im na vrata nova nevolja – Gali. Etrurija i Etruščani slabe napadima Gala, pa to koriste Rimljani. Oni napadaju grad za gradom. Prvi pada grad Veii 396. pr. Kr., zatim ostali. Dolazi i do građanskog rata. U 3. stoljeću pr. Kr. dolazi do ratova u kojima je Rim potukao njihove bivše saveznike Kartažane. Dolazi do kraja jednog naroda, njihovi posljednji ostaci izgubili su se 88. godine pr. Kr.

## Kultura
Snaga i bogatstvo Etruščana počiva na njihovom poznavanju željeza i eksploatacije njegovih depozita kojima je Etrurija bila bogata. Njihova umjetnost koja se većma sastoji od skulptura u glini i metalu, grobnim freskama i lončariji ima svoj uzor ili izvornost u grčkoj i istočnoj umjetnosti. Etruščani su voljeli ples, glazbu i utrke, a u Rim su uveli i bojna kola. 
Bili su mnogobošci duboko religiozni. Svoje mrtve pokapali su u dekorirane grobnice nalik kućama za stanovanje.

### Vjera
Etruščanski sustav vjerovanja bio je politeistički u kojem su svi poznati fenomeni smatrani manifestacijom božanske moći koja je podijeljena među božanstvima (primjeri bogova i božica: Norita).

## Umjetnost
Umjetnost Etruščana bila je pod utjecajem Grka i Istoka. Mnogi njihovi motivi istočnjačkog su porijekla. Oni su svakako imali s Orijentom živih trgovačkih veza. Moguće da je ovo potvrda Herodotove tvrdnje da su oni porijeklom iz Lidije, to jest drevni Tirenci. 
Najpoznatiji gradovi etruščanske umjetnosti bili su Caere (Cerveteri), Tarquinii, Vulci i Veii (Veio). Zahvaljujući rudnom bogatstvu i svojoj stručnosti u obradi bronce i zlata u Etruriji su bile uobičajene brončane skulpture, ističe se portret Brutusa, sada u 'Palazzo dei Conservatori’ u Rimu i Orator u ‘Museo Archeologico’ u Firenci. Radovi u zlatu spadaju u najljepše u starom svijetu. Mnoge etruščanske skulpture izvedene su i u glini.
Etruščani su gajili kult mrtvih i stvorili visoko-razvijenu sepulkralnu umjetnost. Glineni sarkofazi i urne modelirane su s velikom vještinom. Poklopci sarkofaga često predstavljaju jednu figuru ili par položen na ležaljki. 
Etruščani su napose bili poznati po svojoj crnoj ‘bucchero’-lončariji, i bijahu eksperti na lončarskom kolu. Na njihovim grobnim freskama učestalo se prikazuju scene iz dnevnog života kao bankete i festivale. One su striktno dvodimenzionalne (kao u Egiptu), i ukrašene motivima lišća i cvijeća

## Jezik
Etruščanski jezik je poznat po nekih 10 000 epigrafskih zapisa koji datiraju od 7. stoljeća pr. Kr. do 1. stoljeća.
Jedan od najznačajnijih spomenika etruščanskog je i "lanena knjiga" koja se čuva u Arheološkom muzeju u Zagrebu.
Vjeruje se da Etruščani nisu govorili indoeuropskim jezikom, zapravo, njihov jezik nije klasificiran ni u jednu poznatu jezičnu porodicu. Može se tek povezati s jedinim natpisom pronađenim na Lemnosu. Iako su primjeri etruščanskog pisma sačuvani na novčićima i pločicama za pisanje, njihov jezik je ostao tajna. Znanstvenicima je jedino poznato da je posljednji od jezika kojima se govorilo prije pojave indoeuropskog jezika (od kojeg počinju svi europski jezici). Prvih šest brojeva bili su mach, zal, thu, huth, ci, sa, no nitko ne može biti siguran koji od njih odgovara brojevima 1, 2, 3, 4, 5, 6. Postoje brojne teorije o njegovom zagonetnom porijeklu. Neke teze traže izvore još u paleolitiku, naravno, prije nicanja indoeuropskih sela na području Italije, a povezuje se i s još tri izolirana izumrla govora pronađenim u Alpama, na maloazijskom otoku Lemnosu i području sjevernozapadne Italije.

## Običaji

### Borbe gladijatora
Mnoge svoje običaje Rimljani su ‘posudili’ od Etruščana među kojima i borbe gladijatora, koji su se u Etruriji odvijali tijekom njihovih pogreba.

### Banketi
Banketi su veoma često reproducirani na grobnim freskama, u njihovom životu igrali su značajnu ulogu. Banket je prvo bio religiozna ceremonija u kojoj sudjeluju pokojnikovi srodnici. Ona je dio pogrebne ceremonije, a vjerovalo se da na njoj sudjeluje i duh pokojnoga. Banket je važio i u dnevnom životu kao simbol bogatstva i označavao njegove priređivače društvenom èlitom, to su oni koji pripadaju aristokraciji, a njihovi gosti su visoko-rangirani muškarci i žene. Oni bi ležali po krevetima gdje bi ih opsluživali brojni robovi i zabavljali ih svirači i plesači. Njihovi stolovi prekriveni stolnjacima bili bi krcati jelima u zdjelama punim mesa, voća, povrća i divljači. 

### Glazba i ples
Žičani, udarački i duhački instrumenti, napose flauta, u svim svojim formama bili su im uobičajeni. Njihovo nacionalno glazbalo bila je dupla flauta. Glazba je obično praćena ritmičkim pokretima plesača muškaraca i žena. Od 4. stoljeća pr. Kr., inspirirani grčkim kazalištem, kod njih se javlja i drama s dijalogom.

### Seksualni život
Seksualni život bio im je blago rečeno prilično slobodan, a mnogi grčki i rimski autori smatrali su ih nemoralnima. Žena se znala često podavati drugim muškarcima, i nije bilo rijetko da se mogla vidjeti gola. Vjerojatno su zato zajednički odgajali svoju djecu, jer se nije znalo tko im je otac. Žena je uživala visoki položaj.

## Poveznice
- Etruščanski jezik
- Etrurska umjetnost
- Rimljani
- Italija
- Lars Porsena

## Vanjske poveznice
- Zagrebačka lanena knjiga  Arhivirana inačica izvorne stranice od 18. siječnja 2008. (Wayback Machine)

### Drugi projekti Wikimedije
|  | Zajednički poslužitelj ima još gradiva o temi Etruščani |